# Évian-les-Bains
Évian-les-Bains é a principal cidade do Cantão de Évian-les-Bains, na Alta Saboia, na França. Localizada, às margens do Lago Lemano no Chablais Saboiardo, é mais conhecida pelas suas águas minerais, exploradas pela Sociedade anônima das águas minerais de Évian.

## História
As análises feita em 1808 demonstram as qualidades termais das água que começam a ser exploradas desde 1823, por um genebrino (Genebra), o Sr. Fauconnet, que funda a Société des Eaux Minérales d'Évian depois de ter comprado as duas nascentes das quais a mais importante é  Cachat, mas faz falência rapidamente.
Mais tarde, em 1859, é criada a Société Anonyme des Eaux Minérales de Cachat que asseguram a exploração das águas, e Agosto de  1860, o Imperador Napoleão III visita a localidade e dá-lhe um nome que a vai marcar o seu destino: Évian-les-Bains.

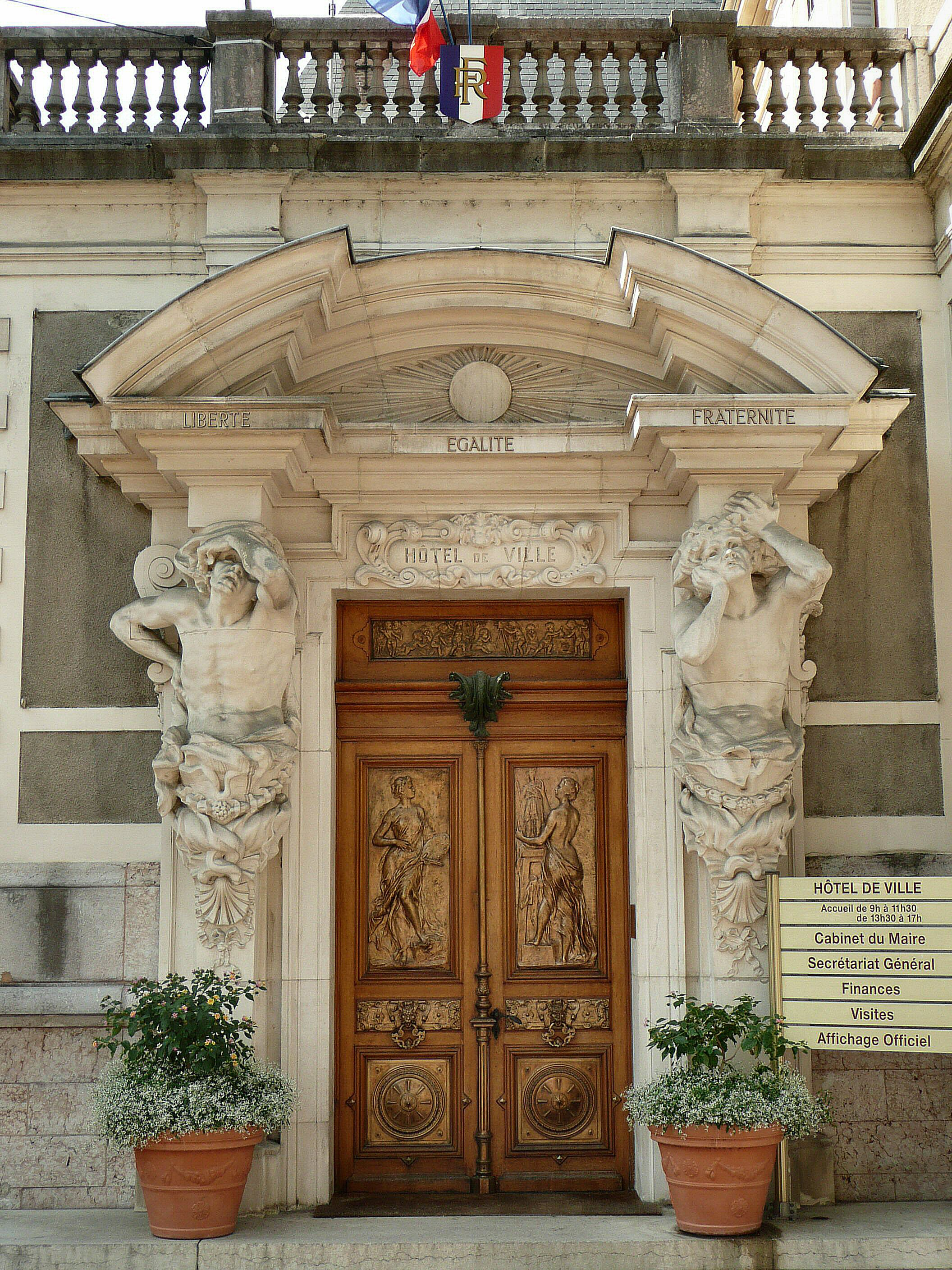
Porta da Câmara na Villa Lumière

## Desenvolvimento

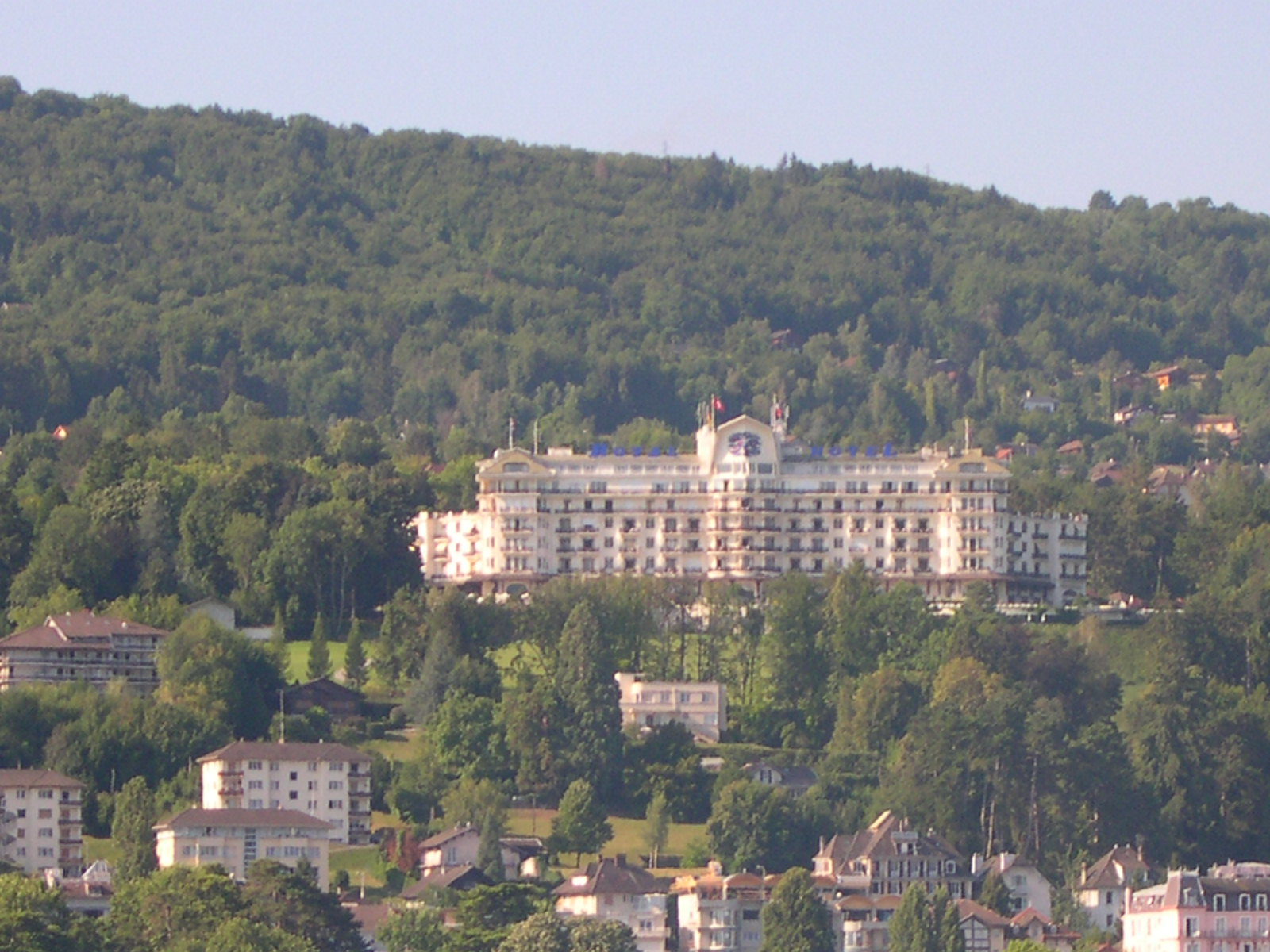
Hôtel Royal

O Splendid (1883) é um dos 20 hotéis construídos para aumentar a capacidade de recepção e o arquitecto J. A.  Hébrard, desenha para a sociedade das águas um dos mais notáveis hotéis da época, o Hotel Royal (1909). A época ajudando,  aparecem as belas vivendas junto ao lago.  O Casino (também desenhado por Hébrard) e um teatro ocupam os curistas e turista ou escritores como Marcel Proust. É construído um quais no lago assim como o estabelecimento termal próximo da residência dos Irmãos Lumière

## Évian e a paz
A Segunda Guerra Mundial afecta Évian que continua em ponto morto com as termas e seu renome apaga-se lentamente, enquanto os hotéis são transformados em residências. A 18 de Março de 1962 fala-se de novo de Évian coma a assinatura dos Acordos de Évian entre os representantes do governo provisório da República da Argélia e o governo francês, acordo que reconhece a independência da Argélia.
Ultimamente realizou-se em Évian a reunião do G8 do 1 ao 3 de Junho de 2003 

## A visitar

### Nascente Cachat

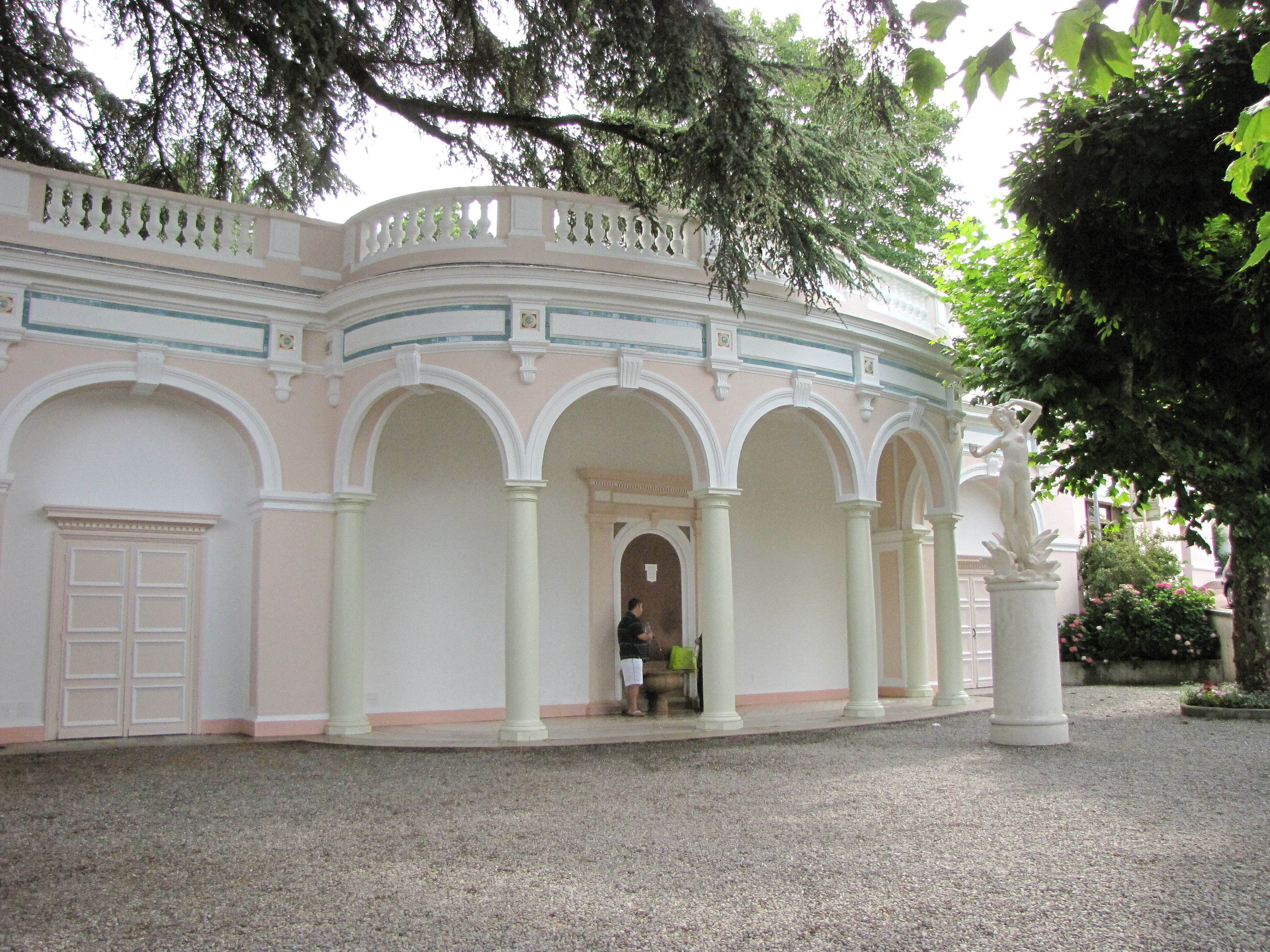
Termas Cachat

No centro da rua Nacional esta obra de arte da Art nouveau.

### Palácio Lumière
O edifício de 1902, é um testemunho prestigioso da arquitectura do princípio do século XX,  com um notável o hall de entrada, serviu de termas entre 1902 a 1984, foi transformado em espaço cultural e de congressos em 2006. 

### Villa Lumière
A Villa Lumière de 1896, que foi a antiga residência da famílias Lumière, é do estilo clássico francês. O edifício é ocupado pela Câmara Municipal desde 1927.

### O Teatro e o Casino
O Teatro, de 1885, e o Casino, de 1911, são obras em estilo neoclássico de Hébrard que foi aluno de Charles Garnier, o arquitecto da Opera de Paris.